# Capitellum
Capitellum es un género de lagartos perteneciente a la familia Scincidae. Se distribuyen por las Antillas Menores.

## Especies
Según The Reptile Database:
- Capitellum mariagalantae Hedges & Conn, 2012
- Capitellum metallicum (Bocourt, 1879)
- Capitellum parvicruzae Hedges & Conn, 2012